# Deharvengiurus microchaetosus
Deharvengiurus microchaetosus is een springstaartensoort uit de familie van de Onychiuridae. De wetenschappelijke naam van de soort is voor het eerst geldig gepubliceerd in 1959 door Loksa.